# Huracà Gordon (2006)
Huracà Gordon va ser el primer cicló tropical que afectava les Açores que conservava característiques tropicals. Va ser la vuitena tempesta tropical, el tercer huracà i primer gran huracà de la temporada d'huracans de l'Atlàntic de 2006. Es va formar el 10 de setembre sobre l'oceà Atlàntic tropical i va anar madurant gradualment fins a esdevenir un huracà mentre avançava en direcció nord. Va assolir la seva intensitat màxima de 195 km/h durant les primeres hores del 14 de setembre quan es trobava a uns 925 km al sud-est de les Bermudes. Gordon es va debilitar en un huracà mínim després d'esdevenir una tempesta gairebé estacionària. Posteriorment, es va intensificar de nou després d'accelerar-se en direcció est. Seguidament, es va debilitar un altre cop quan va sobrepassar per aigües més fredes i el 20 de setembre, el cicló passava a través de les Açores. Poc després, va esdevenir un cicló extratropical i subsegüentment va afectar Espanya, Irlanda, i el Regne Unit.
Gordon només va afectar les Açores quan encara era un cicló tropical. Va provocar danys menors tot i les ràfegues de vent huracanades sobre l'Illa de Santa Maria. El seu impacte va ser molt més significant quan aquest va ser extratropical. A Espanya les ràfegues de vent superaren els 183 km/h al llarg de la costa de nord-oest, van deixar 100.000 persones sense subministrament elèctric i cinc persones van resultar ferides arran de la tempesta. La tempesta va transportar una onada d'aire tropical a Irlanda i el Regne Unit que va facilitar el registre de temperatures càlides. A Irlanda del Nord, els vents forts van deixar 120.000 sense electricitat i va causar un ferit.